# Saligao
Saligao là một thị trấn thống kê (census town) của quận North Goa thuộc bang Goa, Ấn Độ.

## Nhân khẩu
Theo điều tra dân số năm 2001 của Ấn Độ, Saligao có dân số 5553 người. Phái nam chiếm 51% tổng số dân và phái nữ chiếm 49%. Saligao có tỷ lệ 82% biết đọc biết viết, cao hơn tỷ lệ trung bình toàn quốc là 59,5%: tỷ lệ cho phái nam là 87%, và tỷ lệ cho phái nữ là 76%. Tại Saligao, 8% dân số nhỏ hơn 6 tuổi.